# Groupe A des éliminatoires du Championnat d'Europe de football 2012
Navigation
Groupe B
Cet article donne le calendrier, les résultats des matches ainsi que le classement du groupe A des éliminatoires de l'Euro 2012.

## Classement
| Rang | Équipe      | Pts | J  | G  | N | P | Bp | Bc | Diff |  | Résultats (▼ dom., ► ext.) |     |     |     |     |     |     |
| ---- | ----------- | --- | -- | -- | - | - | -- | -- | ---- |  | -------------------------- | --- | --- | --- | --- | --- | --- |
| 1    | Allemagne   | 30  | 10 | 10 | 0 | 0 | 34 | 7  | +27  |  | Allemagne                  |     | 3-0 | 3-1 | 6-2 | 6-1 | 4-0 |
| 2    | Turquie     | 17  | 10 | 5  | 2 | 3 | 13 | 11 | +2   |  | Turquie                    | 1-3 |     | 3-2 | 2-0 | 1-0 | 2-1 |
| 3    | Belgique    | 15  | 10 | 4  | 3 | 3 | 21 | 15 | +6   |  | Belgique                   | 0-1 | 1-1 |     | 4-4 | 4-1 | 4-1 |
| 4    | Autriche    | 12  | 10 | 3  | 3 | 4 | 16 | 17 | -1   |  | Autriche                   | 1-2 | 0-0 | 0-2 |     | 3-0 | 2-0 |
| 5    | Azerbaïdjan | 7   | 10 | 2  | 1 | 7 | 10 | 26 | -16  |  | Azerbaïdjan                | 1-3 | 1-0 | 1-1 | 1-4 |     | 3-2 |
| 6    | Kazakhstan  | 4   | 10 | 1  | 1 | 8 | 6  | 24 | -18  |  | Kazakhstan                 | 0-3 | 0-3 | 0-2 | 0-0 | 2-1 |     |

## Résultats et calendrier
| 1re journée                | Kazakhstan | 0 - 3   | Turquie                              | Astana Arena, Astana                        |                                             |
| 3 septembre 2010 18:00 HEC |            | (0 - 2) | 24e Turan · 26e Altintop · 76e Nihat | Spectateurs : 15 800 Arbitrage : István Vad | Spectateurs : 15 800 Arbitrage : István Vad |
| 3 septembre 2010 18:00 HEC | Rapport    |         |                                      | Spectateurs : 15 800 Arbitrage : István Vad | Spectateurs : 15 800 Arbitrage : István Vad |

|           | Belgique | 0 - 1   | Allemagne | Stade Roi Baudouin, Bruxelles                |                                              |
| 20:45 HEC |          | (0 - 0) | 51e Klose | Spectateurs : 41 126 Arbitrage : Terje Hauge | Spectateurs : 41 126 Arbitrage : Terje Hauge |
| 20:45 HEC | Rapport  |         |           | Spectateurs : 41 126 Arbitrage : Terje Hauge | Spectateurs : 41 126 Arbitrage : Terje Hauge |

| 2e journée                 | Turquie                                | 3 - 2   | Belgique           | Stade Şükrü Saracoğlu, Istanbul                |                                                |
| 7 septembre 2010 20:00 HEC | Altıntop 48e · Şentürk 66e · Turan 78e | (0 - 1) | 28e 69e Van Buyten | Spectateurs : 43 538 Arbitrage : Damir Skomina | Spectateurs : 43 538 Arbitrage : Damir Skomina |
| 7 septembre 2010 20:00 HEC | Rapport                                |         |                    | Spectateurs : 43 538 Arbitrage : Damir Skomina | Spectateurs : 43 538 Arbitrage : Damir Skomina |

|           | Autriche                  | 2 - 0   | Kazakhstan | Red Bull Arena, Wals-Siezenheim                   |                                                   |
| 20:30 HEC | Linz 90+1e · Hoffer 90+2e | (0 - 0) |            | Spectateurs : 22 500 Arbitrage : Marijo Strahonja | Spectateurs : 22 500 Arbitrage : Marijo Strahonja |
| 20:30 HEC | Rapport                   |         |            | Spectateurs : 22 500 Arbitrage : Marijo Strahonja | Spectateurs : 22 500 Arbitrage : Marijo Strahonja |

| 3e journée               | Kazakhstan | 0 - 2   | Belgique         | Astana Arena, Astana                          |                                               |
| 8 octobre 2010 18:00 HEC |            | (0 - 0) | 52e 70e Ogunjimi | Spectateurs : 8 500 Arbitrage : Marcin Borski | Spectateurs : 8 500 Arbitrage : Marcin Borski |
| 8 octobre 2010 18:00 HEC | Rapport    |         |                  | Spectateurs : 8 500 Arbitrage : Marcin Borski | Spectateurs : 8 500 Arbitrage : Marcin Borski |

|           | Autriche                        | 3 - 0   | Azerbaïdjan | Stade Ernst-Happel, Vienne                          |                                                     |
| 20:30 HEC | Prödl 3e · Arnautović 53e 90+2e | (1 - 0) |             | Spectateurs : 26 500 Arbitrage : Nicolai Vollquartz | Spectateurs : 26 500 Arbitrage : Nicolai Vollquartz |
| 20:30 HEC | Rapport                         |         |             | Spectateurs : 26 500 Arbitrage : Nicolai Vollquartz | Spectateurs : 26 500 Arbitrage : Nicolai Vollquartz |

|           | Allemagne                | 3 - 0   | Turquie | Stade olympique de Berlin, Berlin            |                                              |
| 20:45 HEC | Klose 42e 87e · Özil 79e | (1 - 0) |         | Spectateurs : 74 244 Arbitrage : Howard Webb | Spectateurs : 74 244 Arbitrage : Howard Webb |
| 20:45 HEC | Rapport                  |         |         | Spectateurs : 74 244 Arbitrage : Howard Webb | Spectateurs : 74 244 Arbitrage : Howard Webb |

| 4e journée                | Azerbaïdjan | 1 - 0   | Turquie | Stade Tofiq-Béhramov, Bakou                        |                                                    |
| 12 octobre 2010 17:00 HEC | Sadygov 38e | (1 - 0) |         | Spectateurs : 29 500 Arbitrage : Alexandru Deaconu | Spectateurs : 29 500 Arbitrage : Alexandru Deaconu |
| 12 octobre 2010 17:00 HEC | Rapport     |         |         | Spectateurs : 29 500 Arbitrage : Alexandru Deaconu | Spectateurs : 29 500 Arbitrage : Alexandru Deaconu |

|           | Kazakhstan | 0 - 3   | Allemagne                            | Astana Arena, Astana                             |                                                  |
| 19:00 HEC |            | (0 - 0) | 48e Klose · 76e Gómez · 85e Podolski | Spectateurs : 18 000 Arbitrage : Alexandru Tudor | Spectateurs : 18 000 Arbitrage : Alexandru Tudor |
| 19:00 HEC | Rapport    |         |                                      | Spectateurs : 18 000 Arbitrage : Alexandru Tudor | Spectateurs : 18 000 Arbitrage : Alexandru Tudor |

|           | Belgique                                                 | 4 - 4   | Autriche                                         | Stade Roi Baudouin, Bruxelles              |                                            |
| 20:45 HEC | Vossen 11e · Fellaini 47e · Ogunjimi 87e · Lombaerts 90e | (1 - 2) | 14e 62e Schiemer · 29e Arnautović · 90+3e Harnik | Spectateurs : 24 231 Arbitrage : Mike Dean | Spectateurs : 24 231 Arbitrage : Mike Dean |
| 20:45 HEC | Rapport                                                  |         |                                                  | Spectateurs : 24 231 Arbitrage : Mike Dean | Spectateurs : 24 231 Arbitrage : Mike Dean |

| 5e journée             | Autriche | 0 - 2   | Belgique      | Stade Ernst-Happel, Vienne                            |                                                       |
| 25 mars 2011 20:30 HEC |          | (0 - 1) | 6e 50e Witsel | Spectateurs : 45 000 Arbitrage : Vladislav Bezborodov | Spectateurs : 45 000 Arbitrage : Vladislav Bezborodov |
| 25 mars 2011 20:30 HEC | Rapport  |         |               | Spectateurs : 45 000 Arbitrage : Vladislav Bezborodov | Spectateurs : 45 000 Arbitrage : Vladislav Bezborodov |

| 26 mars 2011 | Allemagne                     | 4 - 0   | Kazakhstan | Fritz-Walter-Stadion, Kaiserslautern                |                                                     |
| 20:00 HEC    | Klose 3e 88e · Müller 25e 43e | (3 - 0) |            | Spectateurs : 47 849 Arbitrage : Aleksandar Stavrev | Spectateurs : 47 849 Arbitrage : Aleksandar Stavrev |
| 20:00 HEC    | Rapport                       |         |            | Spectateurs : 47 849 Arbitrage : Aleksandar Stavrev | Spectateurs : 47 849 Arbitrage : Aleksandar Stavrev |

| 6e journée             | Turquie               | 2 - 0   | Autriche | Stade Şükrü Saracoğlu, Istanbul                 |                                                 |
| 29 mars 2011 19:30 HEC | Turan 28e · Gönül 78e | (1 - 0) |          | Spectateurs : 40 420 Arbitrage : Pavel Královec | Spectateurs : 40 420 Arbitrage : Pavel Královec |
| 29 mars 2011 19:30 HEC | Rapport               |         |          | Spectateurs : 40 420 Arbitrage : Pavel Královec | Spectateurs : 40 420 Arbitrage : Pavel Královec |

|           | Belgique                                                       | 4 - 1   | Azerbaïdjan | Stade Roi Baudouin, Bruxelles                      |                                                    |
| 20:45 HEC | Vertonghen 12e · Simons 32e (pen.) · Chadli 45+1e · Vossen 74e | (3 - 1) | 16e Abishov | Spectateurs : 34 985 Arbitrage : Daniel Stalhammar | Spectateurs : 34 985 Arbitrage : Daniel Stalhammar |
| 20:45 HEC | Rapport                                                        |         |             | Spectateurs : 34 985 Arbitrage : Daniel Stalhammar | Spectateurs : 34 985 Arbitrage : Daniel Stalhammar |

| 7e journée            | Kazakhstan      | 2 - 1   | Azerbaïdjan | Astana Arena, Astana                         |                                              |
| 3 juin 2011 15:00 HEC | Gridine 57e 68e | (0 - 0) | 63e Nadirov | Spectateurs : 10 000 Arbitrage : Euan Norris | Spectateurs : 10 000 Arbitrage : Euan Norris |
| 3 juin 2011 15:00 HEC | Rapport         |         |             | Spectateurs : 10 000 Arbitrage : Euan Norris | Spectateurs : 10 000 Arbitrage : Euan Norris |

|           | Autriche            | 1 - 2   | Allemagne     | Stade Ernst-Happel, Vienne                       |                                                  |
| 20:35 HEC | Friedrich 50e (csc) | (0 - 1) | 44e 90e Gómez | Spectateurs : 47 500 Arbitrage : Massimo Busacca | Spectateurs : 47 500 Arbitrage : Massimo Busacca |
| 20:35 HEC | Rapport             |         |               | Spectateurs : 47 500 Arbitrage : Massimo Busacca | Spectateurs : 47 500 Arbitrage : Massimo Busacca |

|           | Belgique    | 1 - 1   | Turquie    | Stade Roi Baudouin, Bruxelles                   |                                                 |
| 20:45 HEC | Ogunjimi 4e | (1 - 1) | Yılmaz 22e | Spectateurs : 44 185 Arbitrage : Nicola Rizzoli | Spectateurs : 44 185 Arbitrage : Nicola Rizzoli |
| 20:45 HEC | Rapport     |         |            | Spectateurs : 44 185 Arbitrage : Nicola Rizzoli | Spectateurs : 44 185 Arbitrage : Nicola Rizzoli |

| 8e journée            | Azerbaïdjan  | 1 - 3   | Allemagne                             | Stade Tofiq-Béhramov, Bakou                           |                                                       |
| 7 juin 2011 19:00 HEC | Huseynov 89e | (0 - 2) | 29e Özil · 40e Gómez · 90+3e Schürrle | Spectateurs : 29 858 Arbitrage : Michális Koukoulákis | Spectateurs : 29 858 Arbitrage : Michális Koukoulákis |
| 7 juin 2011 19:00 HEC | Rapport      |         |                                       | Spectateurs : 29 858 Arbitrage : Michális Koukoulákis | Spectateurs : 29 858 Arbitrage : Michális Koukoulákis |

| 9e journée                 | Azerbaïdjan | 1 - 1   | Belgique          | Stade Tofiq-Béhramov, Bakou                 |                                             |
| 2 septembre 2011 18:00 HEC | Aliyev 86e  | (0 - 0) | 55e (pen.) Simons | Spectateurs : 9 300 Arbitrage : Lee Probert | Spectateurs : 9 300 Arbitrage : Lee Probert |
| 2 septembre 2011 18:00 HEC | Rapport     |         |                   | Spectateurs : 9 300 Arbitrage : Lee Probert | Spectateurs : 9 300 Arbitrage : Lee Probert |

|           | Turquie                  | 2 - 1   | Kazakhstan     | Türk Telekom Arena, Istanbul                    |                                                 |
| 19:00 HEC | Yılmaz 31e · Ruran 90+6e | (1 - 0) | Qonysbaïev 55e | Spectateurs : 47 756 Arbitrage : Clément Turpin | Spectateurs : 47 756 Arbitrage : Clément Turpin |
| 19:00 HEC | Rapport                  |         |                | Spectateurs : 47 756 Arbitrage : Clément Turpin | Spectateurs : 47 756 Arbitrage : Clément Turpin |

|           | Allemagne                                                         | 6 - 2   | Autriche                    | Veltins-Arena, Gelsenkirchen                       |                                                    |
| 20:45 HEC | Klose 8e · Özil 23e 47e · Podolski 28e · Schürrle 83e · Götze 88e | (3 - 1) | 42e Arnautović · 51e Harnik | Spectateurs : 53 313 Arbitrage : Paolo Tagliavento | Spectateurs : 53 313 Arbitrage : Paolo Tagliavento |
| 20:45 HEC | Rapport                                                           |         |                             | Spectateurs : 53 313 Arbitrage : Paolo Tagliavento | Spectateurs : 53 313 Arbitrage : Paolo Tagliavento |

| 10e journée                | Azerbaïdjan                                    | 3 - 2   | Kazakhstan                       | Stade Tofiq-Béhramov, Bakou                      |                                                  |
| 6 septembre 2011 17:00 HEC | Aliyev 53e · Shukurov 62e (pen.) · Javadov 68e | (0 - 1) | 20e Ostapenko · 77e Ievstigneïev | Spectateurs : 9 112 Arbitrage : Anders Hermansen | Spectateurs : 9 112 Arbitrage : Anders Hermansen |
| 6 septembre 2011 17:00 HEC | Rapport                                        |         |                                  | Spectateurs : 9 112 Arbitrage : Anders Hermansen | Spectateurs : 9 112 Arbitrage : Anders Hermansen |

|           | Autriche | 0 - 0   | Turquie | Stade Ernst-Happel, Vienne                                |                                                           |
| 20:30 HEC |          | (0 - 0) |         | Spectateurs : 47 500 Arbitrage : Alberto Undiano Mallenco | Spectateurs : 47 500 Arbitrage : Alberto Undiano Mallenco |
| 20:30 HEC | Rapport  |         |         | Spectateurs : 47 500 Arbitrage : Alberto Undiano Mallenco | Spectateurs : 47 500 Arbitrage : Alberto Undiano Mallenco |

| 11e journée              | Azerbaïdjan | 1 - 4   | Autriche                                         | Dalga Arena, Bakou                             |                                                |
| 7 octobre 2011 18:00 HEC | Nadirov 74e | (0 - 1) | 34e Ivanschitz · 52e 62e Janko · 90+1e Junuzović | Spectateurs : 6 000 Arbitrage : Stéphan Studer | Spectateurs : 6 000 Arbitrage : Stéphan Studer |
| 7 octobre 2011 18:00 HEC | Rapport     |         |                                                  | Spectateurs : 6 000 Arbitrage : Stéphan Studer | Spectateurs : 6 000 Arbitrage : Stéphan Studer |

|           | Turquie   | 1 - 3   | Allemagne                                          | Türk Telekom Arena, Istanbul                     |                                                  |
| 20:30 HEC | Balta 79e | (0 - 1) | 35e Gómez · 66e Müller · 86e (pen.) Schweinsteiger | Spectateurs : 49 532 Arbitrage : Martin Atkinson | Spectateurs : 49 532 Arbitrage : Martin Atkinson |
| 20:30 HEC | Rapport   |         |                                                    | Spectateurs : 49 532 Arbitrage : Martin Atkinson | Spectateurs : 49 532 Arbitrage : Martin Atkinson |

|           | Belgique                                                    | 4 - 1   | Kazakhstan               | Stade Roi Baudouin, Bruxelles                  |                                                |
| 20:45 HEC | Simons 40e (pen.) · Hazard 43e · Kompany 49e · Ogunjimi 84e | (2 - 0) | 86e (pen.) Nourdäoûletov | Spectateurs : 29 758 Arbitrage : Milorad Mažić | Spectateurs : 29 758 Arbitrage : Milorad Mažić |
| 20:45 HEC | Rapport                                                     |         |                          | Spectateurs : 29 758 Arbitrage : Milorad Mažić | Spectateurs : 29 758 Arbitrage : Milorad Mažić |

| 12e journée               | Kazakhstan | 0 - 0   | Autriche | Astana Arena, Astana                           |                                                |
| 11 octobre 2011 18:00 HEC |            | (0 - 0) |          | Spectateurs : 11 000 Arbitrage : Hannes Kaasik | Spectateurs : 11 000 Arbitrage : Hannes Kaasik |
| 11 octobre 2011 18:00 HEC | Rapport    |         |          | Spectateurs : 11 000 Arbitrage : Hannes Kaasik | Spectateurs : 11 000 Arbitrage : Hannes Kaasik |

|           | Allemagne                           | 3 - 1   | Belgique     | Esprit arena, Düsseldorf                           |                                                    |
| 19:00 HEC | Özil 30e · Schürrle 33e · Gómez 48e | (2 - 0) | Fellaini 86e | Spectateurs : 48 483 Arbitrage : Svein Oddvar Moen | Spectateurs : 48 483 Arbitrage : Svein Oddvar Moen |
| 19:00 HEC | Rapport                             |         |              | Spectateurs : 48 483 Arbitrage : Svein Oddvar Moen | Spectateurs : 48 483 Arbitrage : Svein Oddvar Moen |

|           | Turquie    | 1 - 0   | Azerbaïdjan | Türk Telekom Arena, Istanbul                     |                                                  |
| 19:00 HEC | Yilmaz 60e | (0 - 0) |             | Spectateurs : 32 174 Arbitrage : Peter Rasmussen | Spectateurs : 32 174 Arbitrage : Peter Rasmussen |
| 19:00 HEC | Rapport    |         |             | Spectateurs : 32 174 Arbitrage : Peter Rasmussen | Spectateurs : 32 174 Arbitrage : Peter Rasmussen |

## Buteurs
| Pos | Joueur                 | Pays        | Buts |
| --- | ---------------------- | ----------- | ---- |
| 1   | Miroslav Klose         | Allemagne   | 9    |
| 2   | Mario Gómez            | Allemagne   | 6    |
| 3   | Mesut Özil             | Allemagne   | 5    |
| 3   | Marvin Ogunjimi        | Belgique    | 5    |
| 5   | Marko Arnautović       | Autriche    | 4    |
| 5   | Arda Turan             | Turquie     | 4    |
| 7   | Thomas Müller          | Allemagne   | 3    |
| 7   | André Schürrle         | Allemagne   | 3    |
| 7   | Lukas Podolski         | Allemagne   | 3    |
| 7   | Timmy Simons           | Belgique    | 3    |
| 7   | Burak Yılmaz           | Turquie     | 3    |
| 12  | Martin Harnik          | Autriche    | 2    |
| 12  | Marc Janko             | Autriche    | 2    |
| 12  | Franz Schiemer         | Autriche    | 2    |
| 12  | Rauf Aliyev            | Azerbaïdjan | 2    |
| 12  | Vagif Javadov          | Azerbaïdjan | 2    |
| 12  | Vugar Nadyrov          | Azerbaïdjan | 2    |
| 12  | Daniel van Buyten      | Belgique    | 2    |
| 12  | Marouane Fellaini      | Belgique    | 2    |
| 12  | Jelle Vossen           | Belgique    | 2    |
| 12  | Axel Witsel            | Belgique    | 2    |
| 12  | Sergueï Gridine        | Kazakhstan  | 2    |
| 12  | Hamit Altıntop         | Turquie     | 2    |
| 24  | Holger Badstuber       | Allemagne   | 1    |
| 24  | Mario Götze            | Allemagne   | 1    |
| 24  | Bastian Schweinsteiger | Allemagne   | 1    |
| 24  | Heiko Westermann       | Allemagne   | 1    |
| 24  | Erwin Hoffer           | Autriche    | 1    |
| 24  | Andreas Ivanschitz     | Autriche    | 1    |
| 24  | Zlatko Junuzović       | Autriche    | 1    |
| 24  | Roland Linz            | Autriche    | 1    |
| 24  | Sebastian Prödl        | Autriche    | 1    |
| 24  | Ruslan Abushev         | Azerbaïdjan | 1    |
| 24  | Murad Huseynov         | Azerbaïdjan | 1    |
| 24  | Rashad Sadygov         | Azerbaïdjan | 1    |
| 24  | Mahir Shukurov         | Azerbaïdjan | 1    |
| 24  | Nacer Chadli           | Belgique    | 1    |
| 24  | Eden Hazard            | Belgique    | 1    |
| 24  | Vincent Kompany        | Belgique    | 1    |
| 24  | Nicolas Lombaerts      | Belgique    | 1    |
| 24  | Jan Vertonghen         | Belgique    | 1    |
| 24  | Vitali Ievstigneïev    | Kazakhstan  | 1    |
| 24  | Qaïrat Nourdäoûletov   | Kazakhstan  | 1    |
| 24  | Sergueï Ostapenko      | Kazakhstan  | 1    |
| 24  | Oulan Qonysbaïev       | Kazakhstan  | 1    |
| 24  | Hakan Balta            | Turquie     | 1    |
| 24  | Gökhan Gönül           | Turquie     | 1    |
| 24  | Nihat Kahveci          | Turquie     | 1    |
| 24  | Semih Şentürk          | Turquie     | 1    |

Buteurs contre leur camp :
| Joueur                | Pays                         | Buts csc |
| --------------------- | ---------------------------- | -------- |
| Rashad Farhad Sadygov | Azerbaïdjan (pour Allemagne) | 1        |
| Arne Friedrich        | Allemagne (pour Autriche)    | 1        |